# Voldemar Väli
Voldemar Väli (ur. 10 stycznia 1903 w Kuressaare, zm. 13 kwietnia 1997 w Sztokholmie) – estoński zapaśnik. Dwukrotny medalista olimpijski.
Walczył w stylu klasycznym, w kategorii piórkowej, a następnie lekkiej. Brał udział w trzech igrzyskach (IO 24, IO 28, IO 36), na dwóch zdobywał medale. Triumfował w 1928 i zajął trzecie miejsce osiem lat później. W 1926 oraz 1927 wywalczył złoto mistrzostwach Europy, w 1930 i 1931 zajmował w tej imprezie drugie miejsce. Wywalczył, w obu stylach, 19 tytułów mistrza Estonii.
W czasie wojny wyjechał do Szwecji.